# Rapoltu Mare
Rapoltu Mare là một xã thuộc hạt Hunedoara, România. Dân số thời điểm năm 2002 là 2070 người.